# 프라가프우드니에
프라가프우드니에(폴란드어: Praga-Południe)는 폴란드 바르샤바의 구다.